# Thilo Henrik Schrödel
Thilo Henrik Schrödel (* 16. März 1973 in München) – auch bekannt unter dem Pseudonym „Der Schwede“ – ist ein deutsch-schwedischer Schauspieler, Moderator, Sprecher, Autor und Kommunikationswissenschaftler.

## Leben
Da seine Mutter aus Malmö in Südschweden stammt, besitzt Schrödel neben der deutschen auch die schwedische Staatsbürgerschaft. Dies brachte ihm im Freundeskreis den Spitznamen „Alter Schwede“ und später verkürzt nur noch „Schwede“ ein. In seiner Tätigkeit als Moderator benutzte er später diesen Spitznamen als Künstlernamen.

## Moderation im Hörfunk
Zur Moderation gelangte Schrödel durch sein Studium der Kommunikationswissenschaft an der LMU München, währenddessen er mithalf, den Aus- und Fortbildungskanal Radio M94,5 aufzubauen. Mit seinen befreundeten Kommilitonen Raphael Rossmann und Mike Hager produzierte er auf diesem Sender von Juni 1996 bis Dezember 1997 die wöchentliche Comedy-Show „Die Stunde der Abrechnung“ unter dem Pseudonym „Der alte Schwede“. Die Sendung avancierte zum Geheimtipp der Münchner Radioszene und führte zu einer CD-Veröffentlichung im Januar 1998, welcher in der Satirezeitschrift Titanic erstaunlich gute Kritiken einfuhr.
Dies erweckte die Aufmerksamkeit von Fernsehmoderator und Radio-Comedylegende Jochen Bendel (Ruck Zuck, Dr. Ben), welcher die drei für die Morningshow Bendel & Co auf Energy München 93,3 anheuerte. Hier war Schrödel von Oktober 1997 bis Dezember 1998 als Komoderator und Comedyautor tätig. Anschließend arbeitete er vier Jahre für Antenne Bayern als Comedyautor und Sprecher. Gleichzeitig schuf er wiederum zusammen mit Jochen Bendel Comedyserien für den bundesweiten Jugendsender Megaradio wie zum Beispiel Castle Pentium mit Roberto Blanco als Sprecher des König Bios.

## Fernsehkarriere
Seine schauspielerische Karriere begann Schrödel bereits im Alter von acht Jahren, nachdem er und sein älterer Bruder Tobias Schrödel 1981 für die Kinder-Mystery-Serie Anderland gecastet und als Darsteller verpflichtet wurden. Es folgten weitere Rollen als Kinderdarsteller im deutschen Fernsehen und auf der Bühne der Bayerischen Staatsoper. Bis heute ist Schrödel in unregelmäßigen Abständen als Schauspieler tätig. Mitgewirkt hat er unter anderem bei: Tatort, Der Fahnder, Der Bergdoktor, Wildbach, Aus heiterem Himmel, Frauenarzt Dr. Markus Merthin, Ein Bayer auf Rügen, Tierarzt Dr. Engel oder Die Rosenheim-Cops. Des Weiteren war er in einem Werbespot für die irische Biermarke Harp zu sehen, der allerdings nur in Irland ausgestrahlt wurde.

### Nachtfalke und Big Brother
Die freundschaftliche Zusammenarbeit mit Jochen Bendel gipfelte 2003 in der Live-Latenightshow Nachtfalke auf dem wiedererweckten Privatsender Tele 5. Zuerst als Latenightshow konzipiert, konzentrierte sich der Nachtfalke nach einem Monat auf die Zweitverwertung der RTL-II-Sendung Big Brother – The Battle (Staffel 4). Hierbei wurde die Tageszusammenfassung von RTL II wiederholt und kritisch kommentiert, live in das Big Brother-Haus in Köln geschaltet und per Telefon Feedback mit Fans und Zuschauern gepflegt. Darüber hinaus wurden ehemalige Bewohner als Gäste in die Sendung eingeladen.
Die Einbindung von Big-Brother verhalf dem Nachtfalken zu relativ guten Quoten, auch wenn dadurch die Inhalte der Sendung erheblich eingeschränkt wurden. Trotzdem versuchten Bendel und Der Schwede den anarchischen Charakter der Sendung beizubehalten durch Telefonstreiche, eingespielte Sketche oder unorthodoxes Umgehen mit den Gästen. Bis heute wird der Nachtfalke mit Big-Brother assoziiert, obwohl – neben dem „Ur-Nachtfalke“ auch andere RTL-II-Sendungen verarbeitet wurden wie Fame Academy oder Frauentausch. Allerdings führte die fünfte Big-Brother-Staffel – welche ein ganzes Jahr dauerte – dazu, dass für diese tägliche Livesendung weitere Moderatoren angeheuert werden mussten. So avancierte Thilo Henrik Schrödel vom Sidekick von Jochen Bendel zum Komoderator von z. B. Mandana Naderian, Simon Krätschmer oder Dennie Klose und moderierte als einziger Präsentator von Nachtfalke über 500 Sendungen bis zur Einstellung der Show im September 2005.
Schrödel blieb auch später dem Big-Brother-Franchise treu und begleitete die achte bis elfte Staffel sowie die erste Staffel Promi Big Brother als verantwortlicher Redakteur für den Big-Brother-Kanal bei Premiere bzw. SKY.

### Sonstige Fernsehsendungen
Für die Comedyshow StandUpMigranten auf Einsplus erstellte er 2014 komische Zuspieler mit Abdelkarim und Marek Fis.
Seit 2015 moderiert Schrödel die Stand-up-Comedy-Show Punchlines aus dem Münchner Boxwerk auf München TV.

### Autorenbeiträge
Hinter der Kamera ist Thilo Henrik Schrödel auch als Autor tätig. So schrieb er vier Jahre Moderationen und Texte für Joko Winterscheidt, Klaas Heufer-Umlauf, Gülcan Kamps oder Collien Ulmen-Fernandes bei den Musiksendern VIVA und MTV. Des Weiteren verfasste er 2007 die Texte für die österreichische Reality-Sendung Das Traumhaus (ATV) sowie 2009 Comedy-Texte für die Sendung von Stermann & Grissemann „Im Anschluss: Neues aus Waldheim“ auf SKY.

## Lehraufträge
Thilo Henrik Schrödel besitzt einen Lehrauftrag an der Ludwig-Maximilians-Universität München sowie an der Universität Passau und hält dort Seminare über Comedy in Fernsehen und Werbung.